# Yūka Terasaki
Yūka Terasaki (寺崎 裕香 Terasaki Yūka?,  Prefectura de Kumamoto, 4 de agosto de 1983) es una seiyū japonesa. Ha participado en series como Hunter × Hunter (2011), To Aru Majutsu no Index y Yu-Gi-Oh! 5D's, entre otras. Está afiliada a Ogipro the Next.

## Filmografía

### Anime
2006
- Bokura ga Ita como Takachan
- Katekyō Hitman Reborn! como Basil

2008
- To Aru Majutsu no Index como Misha=Kruschschev

2009
- Zoku Natsume Yūjin-Chō como Kirinoha

2010
- To Aru Majutsu no Index II como Sasha Kreuzhev

2011
- Chihayafuru como Arata Wataya (niño)
- Hunter × Hunter como Zushi
- Inazuma Eleven GO como Tenma Matsukaze
- Un-Go como Yoko Hirata

2012
- Inazuma Eleven GO Chrono Stone como Tenma Matsukaze
- Natsuiro Kiseki como Koharu Okiyama
- Sengoku Collection como Rosary
- Smile PreCure! como Keita Midorikawa

2013
- Doki Doki! PreCure como Raquel
- Inazuma Eleven GO Galaxy como Tenma Matsukaze
- Joujuu Senjin!! Mushibugyo como Jinbei Tsukishima (joven)
- Love Lab como Rentarō Kurahashi
- Pokémon: XY como Corni y el Fletchling de Satoshi
- Senyū. como Februar Zwei
- Senyū. Dai 2 Ki como Februar Zwei
- Suisei no Gargantia como Bebel
- Yu-Gi-Oh! 5D's como Ruka/Luna

2014
- Mahō Shōjo Taisen como Renka Ariake
- Shigatsu wa Kimi no Uso como Shun’ya Miike
- Soredemo Sekai wa Utsukushii como Kara Lemercier

2016
- Kiznaiver como Chidori Takashiro

2017
- Gamers! como Sarina (ep 10)

2018
- Inazuma Eleven: Ares como Li Hao

2021
- Horimiya como Sota Hori
- Kageki Shoujo!! como Akemi Takei

2023
- Pokémon Horizons como Roy

### OVAs
2008
- Yu-Gi-Oh! 5D's Shinka Suru Kettō! Stardust vs Red Daemons como Ruka/Luna

2014
- Chain Chronicle como Aldora y Marina
- Elite Jack!! como Shuri Ehara

### Películas
2010
- Planzet como Kaori Sagawa
- Yu-Gi-Oh! La Película 10º Aniversario: ¡Super Fusión! ¡Vínculos que trascienden el tiempo! como Ruka/Luna

2011
- Hoshi o Ou Kodomo como Miki
- Inazuma Eleven GO: Kyuukyoku no Kizuna Gryphon como Tenma Matsukaze

2012
- Inazuma Eleven GO VS Danball Senki W como Tenma Matsukaze

2013
- Eiga Dokidoki! Precure Mana Kekkon!!? Mirai ni Tsunagu Kibō no Dress como Raquel
- El jardín de las palabras como Rika Teramoto
- Hunter × Hunter: The Last Mission como Zushi
- Pretty Cure All Stars New Stage 2: Amigas del corazón como Raquel

2014
- Pokémon: Diancie y la crisálida de la destrucción como el Fletchling de Satoshi

2015
- Yo-kai Watch: Enma Daiō to Itsutsu no Monogatari da Nyan! como Yuto Arima

### Especiales de TV
2007
- Neko no Shūkai como Chobi

2012
- Lupin III: Tōhō Kenbunroku ~Another Page~ como Rumi

### Videojuegos
- Inazuma Eleven GO como Tenma Matsukaze
- Inazuma Eleven Strikers como Tenma Matsukaze
- Princess Peach: Showtime! como Lucy (Stella)

### Doblaje
- Pac-Man y las Aventuras Fantasmales como Pacster/Pac-Man

## Música
- Para la serie Inazuma Eleven GO Chrono Stone interpretó el segundo ending Te wo Tsunagou junto con Takashi Oohara y Sayaka Kitahara, y el tercero Bokutachi no Shiro con Takashi Oohara, Mitsuki Saiga, Yū Kobayashi y Haruka Tomatsu.[2]
- Participó en el tema Misty Moon de la serie Sengoku Collection.[3]